# Turmhügel Hirschbach
Der Turmhügel Hirschbach ist eine abgegangene mittelalterliche Turmhügelburg (Motte) unmittelbar nordöstlich der Filialkirche St. Pankratius von Hirschbach, einem Ortsteil der Gemeinde Kirchdorf an der Amper im Landkreis Freising in Bayern. Die Anlage wird als Bodendenkmal unter der Aktennummer D-1-7535-0040 im Bayernatlas als „Burgstall des hohen Mittelalters“ geführt. 

## Beschreibung
Von der ehemaligen Mottenanlage ist nur noch der Turmhügel ansatzweise erkennbar.